# George Jones with Love
George Jones with Love è un album in studio del cantante statunitense George Jones, pubblicato nel 1971.

## Tracce
1. A Good Year for the Roses – 3:10 (Jerry Chesnut)
2. I'll Follow You (Up to Our Cloud) – 2:38 (David Turner)
3. Playing Possum – 2:15 (Dallas Frazier)
4. Try – 2:17 (Paul Vandergriff)
5. Going Life's Way – 2:41 (Tammy Wynette)
6. I Know – 2:39 (George Jones, Tammy Wynette)
7. Divorce or Destroy – 2:43 (Don Hosea)
8. Loving Makes You Mine – 2:36 (Jack Ripley)
9. A Day in the Life of a Fool – 2:14 (Eddie Noack)
10. Never Grow Cold (duet with Tammy Wynette) – 2:37 (George Jones, Tammy Wynette)